# Wabi Daněk
Wabi Daněk, občanským jménem Stanislav Daněk (30. ledna 1947 Zlín – 16. listopadu 2017 Praha), byl český folkový písničkář a trampský bard, autor písně Rosa na kolejích, která je považována za neoficiální trampskou hymnu.

## Život
Otec hrál na kytaru swing, matka pocházela z obce Blahotice (dnes součást polské části Těšína). Oba byli skauti a zpívali trampské a skautské písně.
V roce 1965 se v tehdejším Gottwaldově vyučil zámečníkem, do roku 1983 pak pracoval jako zámečník, svářeč a nejdéle jako řidič záchranné služby. Od roku 1983 pak vstoupil na profesionální dráhu umělce. Přezdívku Wabi získal podle Wabiho Ryvoly, jehož písně hrál v mládí svým kamarádům.
Na počátku 70. let, kdy žil v Chodově na Sokolovsku, vystupoval se sokolovskou skupinou Plížák a Vojtou Kiďákem Tomáškem, později (po návratu do rodného Gottwaldova) se skupinou Rosa. Od počátku 80. let vystupoval sólově. Zhruba v polovině 90. let začal vystupovat s kytaristou Milošem Dvořáčkem a tato spolupráce trvala až do roku 2017. Průběžně spolupracoval také s hudebníky jako Miki Ryvola, Kapitán Kid nebo skupina Pacifik, později se skupinou Ďáblovo stádo.
Za svůj život složil přes 150 písní, některé zlidověly.K jeho nejznámějším skladbám patří Rosa na kolejích ze stejnojmenného supraphonského gramofonového alba, dále Píseň, co mě učil listopad, Ročník 47 či Hudsonské šífy.

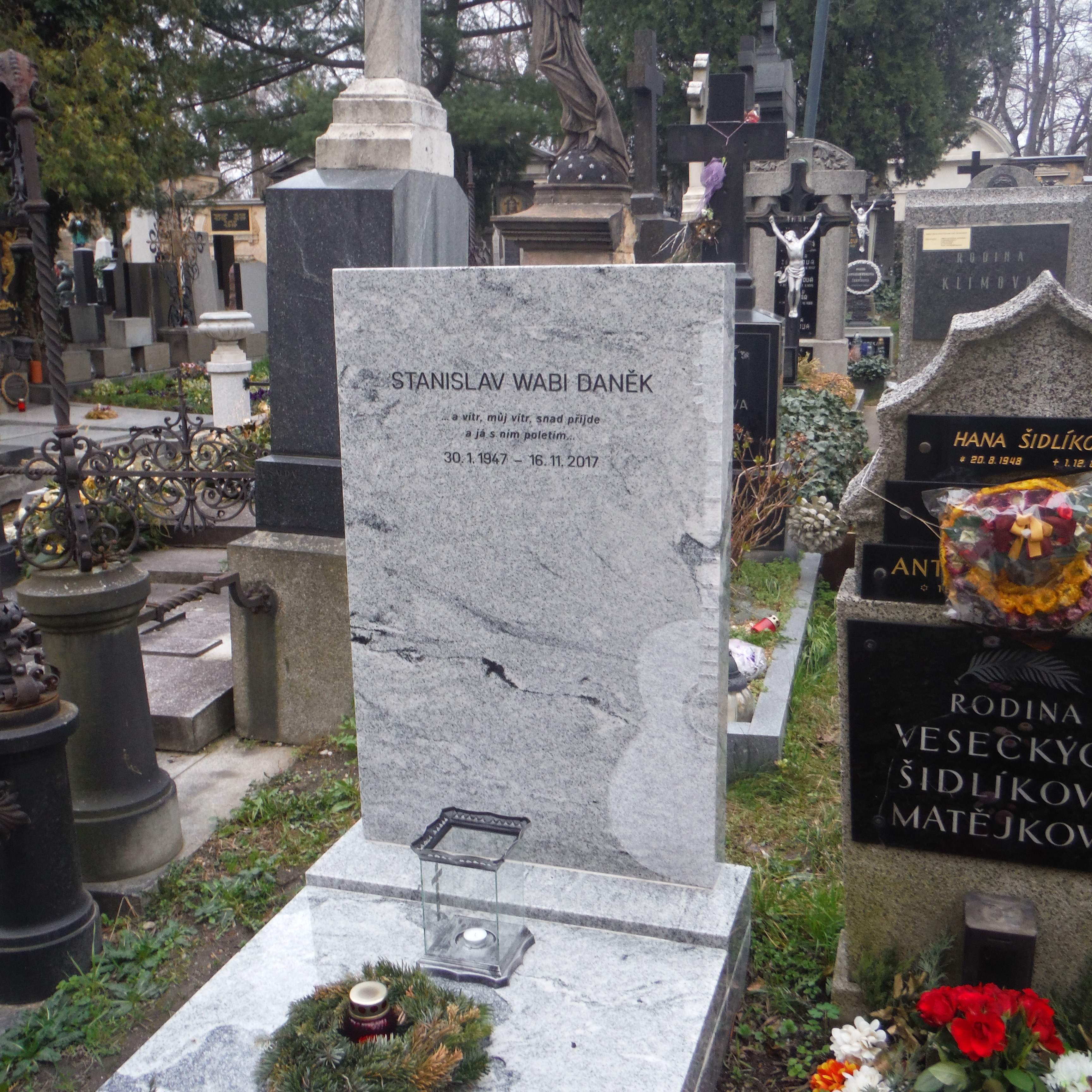
Hrob Wabiho Daňka na Vyšehradském hřbitově

Od roku 1985 žil v Praze. Měl čtyři děti – z prvního manželství dcery Markétu a Renatu, ze druhého syny Stanislava (*1986) a Šimona (*1991). Několik let byl závislý na alkoholu, závislosti se mu podařilo překonat.  Kvůli zdravotním problémům v létě roku 2017 zrušil všechny koncerty a po dlouhé nemoci zemřel 16. listopadu 2017 v Praze. Je pohřben na Vyšehradském hřbitově.
Hudební kritik Jiří Černý považuje Wabiho Daňka za výborného melodika, textaře a přirozeného zpěváka, nadto jej označil za nejvýraznější postavu nové vlny trampské písně. Album Rosa na kolejích je podle Černého jeden z nejlepších debutů v české populární hudbě.

## Ocenění
- Autorská Porta
  - 1981 – píseň Ročník 47
  - 1982 – píseň Fotky
  - 1983 – píseň Nevadí
- Interpretační Porta
  - 1971 – skupina Plížák
  - 1974 – skupina Rosa
- Zlatá Porta 1979 – za zásluhy o rozvoj žánru
- Tip Melodie – píseň Bílá vrána

## Hity
- Rosa na kolejích
- Píseň, co mě učil listopad
- Hudsonský šífy
- Outsider waltz
- Fotky
- Rybí škola
- Ročník 47
- Nevadí
- Hejkal

## Vybraná diskografie
- LP Písně dlouhejch cest (Supraphon; spolu se skupinou Hoboes, Kapitánem Kidem a skupinou Pacifik)
- LP Rosa na kolejích (Supraphon, 1984)
- LP Vítr (Supraphon, 1986)
- CD Profil (Supraphon, 1990)
- CD Pískoviště
- CD Valašský drtivý styl (Wenkow Records, 1999)
- CD Wabi Daněk - master série
- CD Nech svět, ať se točí dál
- CD A život běží dál (Universal Music, 2009)
- CD Wabi a Ďáblovo stádo (2012)
- CD Wabi a Ďáblovo stádo – Příběhy písní (2014)

spoluúčast
- Česká mše vánoční (1993)